# Jon Odriozola
Jon Odriozola Mugarza, nacido en Oñate (Guipúzcoa - España), el 26 de diciembre de 1970. Es un ex ciclista profesional español, profesional desde el año 1995 hasta 2004 (diez temporadas, seis de ellas en el Banesto). Logrando en el año 2001 la hazaña de finalizar las tres Grandes Vueltas.
Una vez retirado, fue director deportivo del equipo Orbea (filial de categoría Continental del Euskaltel-Euskadi) durante dos temporadas (2005 y 2006), pasando después a ser director deportivo del Euskaltel Euskadi (de UCI ProTour) por dos temporadas (2007 y 2008).  
Fue el director deportivo del Euskadi Basque Country-Murias desde la fundación del equipo en el año 2015 hasta su desaparición en 2019.

## Palmarés
2001
- Subida a Urkiola

## Resultados en Grandes Vueltas y Campeonato del Mundo
Durante su carrera deportiva ha conseguido los siguientes puestos en las Grandes Vueltas y en los Campeonatos del Mundo en carretera:
| Carrera         | 1995 | 1996 | 1997 | 1998 | 1999 | 2000 | 2001 | 2002 | 2003 | 2004 |
| --------------- | ---- | ---- | ---- | ---- | ---- | ---- | ---- | ---- | ---- | ---- |
| Giro de Italia  | -    | -    | -    | -    | -    | -    | 59.º | -    | -    | -    |
| Tour de Francia | -    | -    | 65.º | -    | 54.º | 47.º | 69.º | -    | -    | -    |
| Vuelta a España | Ab.  | 75.º | -    | 12º  | 27º  | 26.º | 83.º | Ab.  | -    | -    |
| Mundial en Ruta | -    | -    | -    | -    | -    | -    | -    | -    | -    | -    |

-: No participa

Ab.: Abandono

## Equipos

### Como ciclista
- Gewiss (1995-1997)
  - Gewiss - Ballan (1995)
  - Gewiss - Playbus (1996)
  - Batik Del Monte (1997)
- Banesto/iBanesto.com (1998-2003)
  - Banesto (1998-2000)
  - iBanesto.com (2001-2003)
- Comunidad Valenciana - Kelme (2004)

### Como director
- Orbea (2005-2006)
- Euskaltel-Euskadi (2007-2008)
- Murias Taldea (2015-2019)
  - Murias Taldea (2015)
  - Euskadi Basque Country-Murias (2016-2019)